# Смуга Аузу

Смуга Аузу

Смуга Аузу (араб. قطاع أوزو, фр. Bande d'Aouzou) — спірна територія шириною 100 км на кордоні Чаду і Лівії, окупована Лівією в 1973 році. Знаходиться на півночі плоскогір'я Тібесті; область багата на поклади урану та інших мінералів.
У 1973 Лівія брала участь у військових діях в Аузу, щоб отримати доступ до мінералів і впливу на політику Чаду. Лівія переконана, що територія, населена тубільними людьми, які були громадянами Османської Імперії, і що ця смуга була успадкована Лівією. Це також має підстави у нератифікованому 1935 договорі між Францією і Італією та колоніальною владою Чаду і Лівії відповідно. Лівія анексувала Смугу 1976 року.
Офіційний кордон між країнами був уперше окреслений 1955 року договором між Францією і Лівією, яка, у свою чергу, звернулася до угоди від 1899 між Великою Британією і Францією про «сфери впливу». Не зважаючи на інші відмінності, це було однією позицією, на якій всі політичні партії і фракції Чаду могли дійти згоди. Сили Чаду могли змусити лівійців відступити від Смуги Аузу у 1987. Переговори щодо припинення вогню між Чадом і Лівією тривали від 1988. Остаточне припинення вогню відбулося 1994 року. Міжнародний судовий орган ухвалив рішення, що надав Чаду контроль над Смугою Аузу.